# Karin Rehbein
Pour les articles homonymes, voir Rehbein.
Karin Rehbein (née Rediske, le 30 mars 1949 à Aurich) est une cavalière de dressage allemande.

## Biographie
Elle fait ses premières expériences à Hambourg dans de la voltige au sein du club qui organise le Deutsches Spring- und Dressurderby. Son père y travaille comme maître de fourrage. D'emblée, elle se spécialise dans le dressage. À 21 ans, elle remporte le championnat de Hambourg,.
En 1971, elle épouse Herbert Rehbein. À 25 ans, elle vient au domaine d'Otto Schulte-Frohlinde à Grönwohld. Schulte-Frohlinde, Herbert et Karin Rehbein fondent l'un des principaux centres équestres et d'élevage allemands.
En 1994, elle devient la championne d'Allemagne en l'absence des favorites Nicole Uphoff et Isabell Werth. Grâce à ce titre, elle est invitée à s'entraîner pour le championnat du monde mais n'est pas retenue. En raison d'une maladie du cheval de Monica Theodorescu, Rehbein vient en équipe nationale. Elle fait ses premiers championnats mondiaux en 1994. Elle y remporte une médaille de bronze avec Donnerhall.
Herbert Rehbein meurt durant l'été 1997. Elle revient en compétition peu après. Au championnat d'Europe, elle prend la médaille de bronze en individuel et le titre par équipe. Juste avant la retraite de son cheval, elle remporte de nouveau le titre par équipe mais rate une récompense individuelle.
Entre 1982 et 1998, elle remporte cinq fois le Deutsches Spring- und Dressurderby. En 2000 et 2003, elle remporte la Nürnberger Burg-Pokal.
Grâce à son amie Madeleine Winter-Schulze, elle reçoit un nouveau cheval, venant des États-Unis,.
Après la mort d'Otto Schulte-Frohlinde au début des années 1990, son fils reprend l'exploitation mais ne parvient pas à la maintenir, le centre ferme en juillet 2011. Karin Rehbein ne parvient pas à la racheter,,.
Elle s'installe avec son élève Kristy Oatley à Reinbek puis à Großensee.

## Palmarès

### Championnat du monde
- Championnat du monde de dressage 1994 à La Haye  Pays-Bas : 
  -  Médaille d'or par équipe.
  -  Médaille de bronze en individuel.
- Championnat du monde de dressage 1998 à Rome  Italie : 
  -  Médaille d'or par équipe.

### Championnat d'Europe
- Championnat d'Europe 1997 à Verden  Allemagne :
  -  Médaille d'or par équipe.
  -  Médaille de bronze en individuel.

### Championnat d'Allemagne
- 1994 : Victoire.
- 1997 : Seconde place.

Deutsches Spring- und Dressurderby
- 1977: Seconde place.
- 1980: Troisième place.
- 1981: Seconde place.
- 1982: Victoire.
- 1986: Seconde place.
- 1988: Victoire.
- 1990: Seconde place.
- 1991: Seconde place.
- 1992: Victoire.
- 1994: Victoire.
- 1995: Seconde place.
- 1996: Troisième place.
- 1998: Victoire.

## Source, notes et références
1. 1 2  « Kurzbiografie von Karin Rehbein »(Archive.org • Wikiwix • Archive.is • Google • Que faire ?)
2. 1 2  Portrait des Monats: Karin Rehbein - International erfolgreiche Dressurreiterin
3. 1 2  Karin Rehbein kommt nach Hause, Tanja Gerlach für das Hamburger Abendblatt, 19. Mai 2007
4. ↑  Dressur-Reiterin Karin Rehbein wurde erstmals mit dem deutschen Team Weltmeister: Langes Warten auf das goldene Glück, Daniel Klause für die Berliner Zeitung, 30. Juli 1994
5. ↑  Florianus in News 2008, Hengsthaltung Pape, Juni 2008
6. ↑  Grönwohldhof: Trauriger Abschied der Reiterelite und Oatley und Rehbein noch auf dem Hof, Stormarner Tageblatt, Juli 2011
7. ↑  Ende der Ära Grönwohldhof, St. Georg, 27. Juli 2011
8. ↑  Der Grönwohldhof ist verkauft, St. Georg, 3. Januar 2012
9. ↑  Karin Rehbein: Ein Stück Derbygeschichte, Derby-Magazin des Deutschen Spring- und Dressurderbys 2012, Seite 109

- (de) Cet article est partiellement ou en totalité issu de l’article de Wikipédia en allemand intitulé « Karin Rehbein » (voir la liste des auteurs).